# Austrochthonius australis
Espèce
Austrochthonius australis est une espèce de pseudoscorpions de la famille des Chthoniidae.

## Distribution
Cette espèce est endémique d'Australie.

## Description
La femelle holotype mesure 1,2 mm.

## Étymologie
Son nom d'espèce lui a été donné en référence au lieu de sa découverte, l'Australie.

## Publication originale
- Hoff, 1951 : New species and records of Chthoniid Pseudoscorpions. American Museum Novitates, no 1483, p. 1-13 (texte intégral).